# Муане, Жан-Пьер
Жан-Пьер Муане (фр. Jean-Pierre Moynet; 8 апреля 1819, Париж — 11 июня 1876, Париж) — французский художник, декоратор и литограф. Сопровождал писателя Александра Дюма в его путешествии по России в 1858—1859 годах.

## Биография
Ученик Леона Конье. Первые работы Муане появились в Парижском салоне в 1848 году. Известность получил как автор многочисленных литографий, а также декораций к «Невесте короля де Гарб» (комической опере Обера по либретто Эжена Скриба, 1864), «Лалла-Рук» (комической опере Ипполита Люка и Мишеля Карре, 1862) и другим театральным постановкам. В разные годы его работы в качестве иллюстраций публиковались во французском печатном еженедельнике «Le Tour du monde» на тему географических путешествий.
В России известен прежде всего как художник, сопровождавший Александра Дюма в его поездке по России и на Кавказ.
Скончался в Париже в 1876 году.
Работы художника хранятся в российских и зарубежных музеях (ГМИИ, Британский музей, Национальная художественная галерея в Афинах и других).

## Путешествие с Александром Дюма

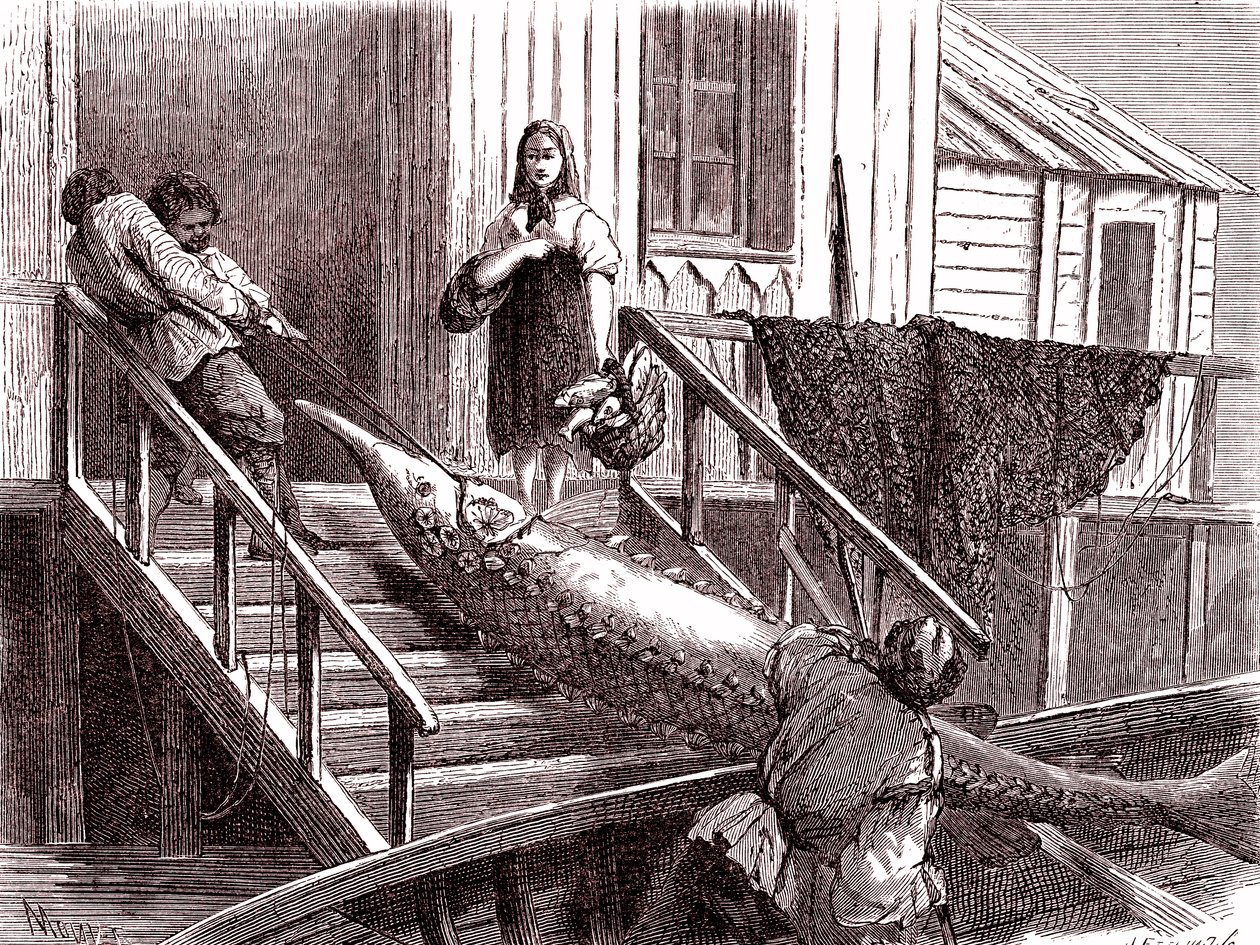
Ловля рыбы на Волге. Иллюстрация Жан-Пьера Муане. 1867

В 1858—1859 годах вместе с Александром Дюма совершил путешествие по России, длившееся целый год. Посетив Санкт-Петербург и Москву, Дюма и Муане спустились по Волге от Калязина до Астрахани с остановками в Угличе, Романове-Борисоглебске, Ярославле, Костроме, Плёсе, Нижнем Новгороде, Макарьеве, Казани, Симбирске, Ставрополе-на-Волге, Самаре, Саратове, на озере Эльтон, в Царицыне и Астрахани, а затем отправились в Кизляр, Дербент, Баку, Тифлис.
По возвращении во Францию писатель сначала публиковал свои дорожные впечатления в своём журнале «Монте-Кристо», в апреле 1859 года в Париже вышло его трёхтомное произведение рассказов о Кавказе, а в 1867 году — многотомная книга «Из Парижа в Астрахань. Свежие впечатления от путешествия в Россию». В свою очередь, рисунки и акварели, выполненные Муане, который неотступно следовал за писателем в его путешествии, были использованы в качестве иллюстраций в публикациях, посвящённых России.
Российские и кавказские пейзажи и жанровые работы принесли Муане известность на родине и неоднократно экспонировались на парижских выставках, благодаря которым французская публика впервые визуально познакомилась с российской провинцией. К сожалению, оригиналы работ Муане этого периода практически не сохранились.
Ряд рисунков был опубликован в «Журнале географии, путешествий и костюмов» за 1867 год. Два рисунка Муане были опубликованы в азбуке (1874) педагога Анны Дараган: это «Переправа табуна через Волгу (правый берег)» и «Кабак, между Саратовом и Костромой, на берегу Волги». В азбуке они были даны без названий, поскольку в издании использовалось готовое клише, попавшее в книгу «вторым тиражом». Шесть кавказских рисунков Муане хранятся в ГМИИ им. А. С. Пушкина в Москве («Мельница в кавказских горах», «Майданский мост в Тифлисе», «Развалины старинного замка в горах Кавказа» и др.).
Помимо рисунков, Муане оставил путевые записки об этом путешествии. Впервые в России они были опубликованы в 2016 году; перевод осуществлён старшим преподавателем кафедры иностранных языков исторического факультета МГУ Татьяной Пошерстник.

## Память

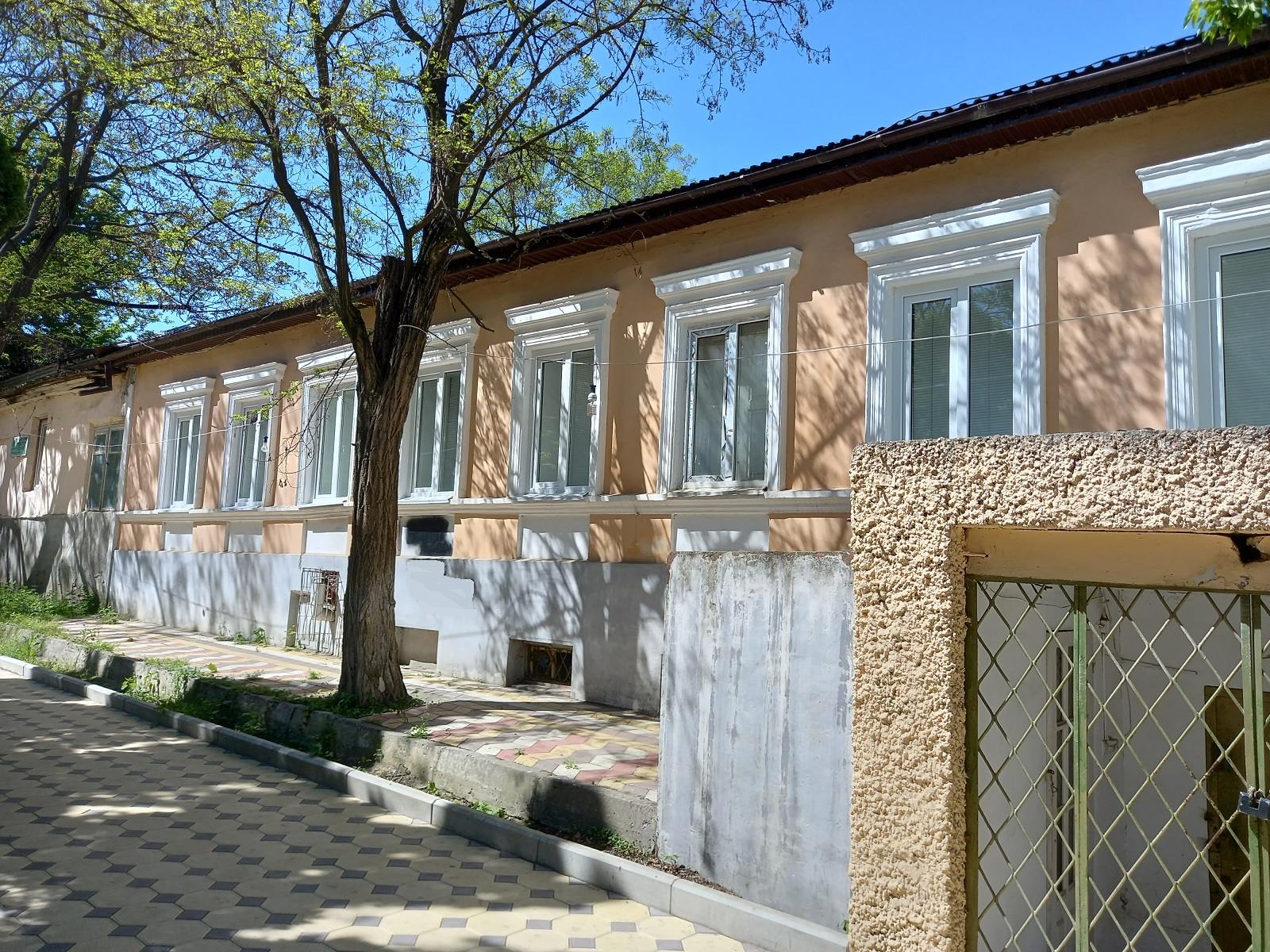
Буйнакск. Дом, где останавливался Муане

В октябре 1966 года по инициативе Булача Гаджиева на доме в Буйнакске (ул. Хизроева, 41), где на сутки, в связи с лихорадкой Муане, останавливались путешественники, установлена мраморная мемориальная доска с надписью: «В этом доме И. Р. Багратиона в 1858 году останавливался французский романист А. Дюма». В настоящее время в здании размещается Буйнакский музей боевой славы, филиал музея Республики Дагестан им. А. Тахо-Годи.
В 2015 году кинорежиссёр Питер Гринуэй планировал снять фильм о российском Поволжье, в основу которого хотел положить путешествие Дюма. Автором идеи и продюсером фильма выступил французский телеведущий, издатель, коллекционер и философ Пьер-Кристиан Броше.